# Julieta Zylberberg
Julieta Zylberberg (Buenos Aires, 4 de marzo de 1983) es una actriz argentina ganadora del Premio Cóndor de Plata a la mejor actriz en el año 2011, por su papel en la película La mirada invisible.

## Trayectoria
Comenzó su carrera en la tira infantil Magazine For Fai, conducida por Mex Urtizberea, exponente del humor "in and out style".
Su debut en cine fue en la película La niña santa de  Lucrecia Martel en 2004. Ese año también estuvo en el primer capítulo de la telenovela Culpable de este amor y apareció en la miniserie Sangre fría.
Luego en 2005 participó en la película Géminis, e interpretó varios papeles en algunos episodios de la primera temporada de Casados con hijos con el destacado actor, Guillermo Francella y la actriz Luisana Lopilato.
En 2006 participó en la película Cara de queso —mi primer ghetto— de Ariel Winograd y en el programa de televisión Bendita vida.
Un año después, protagonizó la película Tres minutos junto a Nicolás Pauls y Antonella Costa.
En 2008 actuó en la comedia Una de dos que se emitió por un período breve de tiempo, siendo cancelada por baja audiencia. Luego realizó una participación especial en la serie Aquí no hay quien viva, adaptación de la versión española del mismo nombre. En ese mismo año, participó en la miniserie de televisión e Internet Amanda O, interpretando a la secretaria personal de Natalia Oreiro.
En 2009 tuvo un papel antagónico en la telecomedia Enseñame a vivir, de Pol-ka Producciones.
En 2010, protagonizó la película La mirada invisible, por la que recibió reconocimientos a su actuación, y participó en la obra de teatro Agosto (Condado de Osage), donde trabajó junto a grandes actrices como Norma Aleandro y Mercedes Morán.
En 2011 tuvo un papel en la película Los Marziano protagonizada por Guillermo Francella y luego interpretó a Helena Epstein en la telenovela de Pol-Ka Producciones, Los Únicos.
En 2012 actuó en Condicionados personificando a Charo, la hija de Soledad Silveyra y Oscar Martínez y protagonizó la película Extraños en la noche junto al cantante y actor Diego Torres.
En 2016, protagonizó junto a Juan Minujín,  la telecomedia Loco por vos, adaptación argentina de la estadounidense Mad About You que fue transmitida por Telefe.

## Vida personal
Entre 2007 y 2017 estuvo en pareja con el actor Esteban Lamothe. Tienen un hijo llamado Luis Ernesto, nacido en 2012.
Está en pareja con el director de cine Agustín Toscano con quien tiene un hijo llamado Florián, nacido en 2023.

## Televisión

### Ficciones
| Año        | Título                                  | Personaje                              | Notas                                          |
| ---------- | --------------------------------------- | -------------------------------------- | ---------------------------------------------- |
| 2004       | Sangre fría                             | Lea Aguirre                            | 1 episodio                                     |
| 2004       | Culpable de este amor                   | Sasha                                  |                                                |
| 2005       | Conflictos en red                       | María Sierra                           | Episodio: «Enmascarados»                       |
| 2005       | Casados con hijos                       | Amiga de Paola                         | Episodio: «Casa tomada»                        |
| 2005       | Casados con hijos                       | Roxana                                 | Episodio: «El cumpleaños de Coqui»             |
| 2005       | Casados con hijos                       | Sonia                                  | Episodio: «El sátiro de la media tres cuartos» |
| 2006       | Bendita vida                            | Julieta                                |                                                |
| 2006       | Gladiadores de Pompeya                  | Romina                                 |                                                |
| 2008       | Amanda O                                | Inés                                   |                                                |
| 2008       | Una de dos                              | Violeta                                |                                                |
| 2008       | Aquí no hay quien viva                  | Marisol Lepanto                        |                                                |
| 2009       | Enseñame a vivir                        | Clodine Fernández Salgueiro            |                                                |
| 2011       | Los únicos                              | Helena Epstein                         | Reparto secundario (temporada 1)               |
| 2012       | Condicionados                           | Charo                                  |                                                |
| 2013       | Farsantes                               | Sonia Wilkansky                        |                                                |
| 2014       | Guapas                                  | Sol Rodríguez Alcorta                  |                                                |
| 2014       | Doce casas, Historia de mujeres devotas | Marina                                 | Semana 6: «Historia de Dora y Marina»          |
| 2014       | En terapia                              | Nancy                                  | Tercera temporada                              |
| 2015       | Los siete locos y los lanzallamas       | Hipólita                               |                                                |
| 2015       | Dispuesto a todo                        | Abril                                  | 1 episodio                                     |
| 2016       | Educando a Nina                         | Lola Benítez                           |                                                |
| 2016, 2022 | El marginal                             | Silvia de Palacios                     | Temporada 1 y 4                                |
| 2016, 2022 | Loco por vos                            | Natalia "Nati" Armendaris de Wainstein |                                                |
| 2016-2018  | Psiconautas                             | Jessica Larrea                         |                                                |
| 2017-2019  | El jardín de bronce                     | Oficial Lidia Blanco                   |                                                |
| 2018       | Cien días para enamorarse               | Patricia "Pato"                        |                                                |
| 2018       | Edha                                    | Paloma Barrera                         |                                                |
| 2018-2019  | Impuros                                 | Pilar                                  |                                                |
| 2019       | Otros pecados                           | Tamara                                 | Episodio: «La caldera»                         |
| 2020       | Separadas                               | Paula Kaplan                           |                                                |
| 2020       | Post mortem                             | Florencia Rodra                        |                                                |
| 2021       | Días de gallos                          | Vanesa Rivas                           |                                                |
| 2022       | Night Sky                               | Stella                                 | Serie estadounidense                           |
| 2023       | Chueco                                  | Lupe Romero                            |                                                |

### Programas
| Año       | Título           | Personaje         |
| --------- | ---------------- | ----------------- |
| 1995-1996 | Magazine For Fai | Varios personajes |
| 2006-2008 | Mañana vemos     | Varios personajes |

## Cine
| Año  | Título                           | Personaje            | Notas               |
| ---- | -------------------------------- | -------------------- | ------------------- |
| 2004 | La niña santa                    | Josefina             |                     |
| 2005 | Géminis                          | Montse               |                     |
| 2005 | Normal, así lo resuelve Trobato  | Julia                | Cortometraje        |
| 2006 | Cara de queso —mi primer ghetto— | Romina               |                     |
| 2007 | Bueno                            | Natalia "Nati"       | Cortometraje        |
| 2007 | Tres minutos                     | Ana                  |                     |
| 2008 | Un novio para mi mujer           | María                |                     |
| 2010 | Una vez más                      | Chica                | Cortometraje        |
| 2010 | La mirada invisible              | María Teresa Cornejo |                     |
| 2011 | Salón Royale                     | Paula                | Cortometraje        |
| 2011 | La fiesta de casamiento          |                      | Cortometraje        |
| 2011 | Los Marziano                     | Natalia              |                     |
| 2012 | La mañana de navidad             |                      | Cortometraje        |
| 2012 | Extraños en la noche             | Sol                  |                     |
| 2013 | La playa de México               |                      | Cortometraje        |
| 2014 | Relatos salvajes                 | La moza              | Relato: «Las ratas» |
| 2014 | Baby Pong                        | Jugadora             | Cortometraje        |
| 2015 | El 5 de Talleres                 | Ale                  |                     |
| 2015 | Mi amiga del parque              | Liz                  |                     |
| 2016 | El rey del Once                  | Eva                  |                     |
| 2016 | Error 404                        | Martina              | Cortometraje        |
| 2018 | Las olas                         | Soledad              |                     |
| 2018 | Aire                             | Lucía                |                     |
| 2018 | All inclusive                    | Lucía                |                     |
| 2020 | Espejo                           | Alicia               | Cortometraje        |
| 2020 | Tengo miedo torero               | Laura                |                     |
| 2020 | Matar a Pinochet                 | Silvia               |                     |
| 2021 | La estrella roja                 | Anahí Cohen          |                     |
| 2021 | El perro que no calla            | Adela                |                     |
| 2022 | Sangre homicida                  | Camila Saldivar      |                     |
| 2023 | El método Tangalanga             | Clara                |                     |
| 2023 | Puan                             | Jazmín               |                     |
| 2023 | El rapto                         | Claudia              |                     |

## Videoclips
| Año  | Video                | Artista      |
| ---- | -------------------- | ------------ |
| 2018 | Loco tu forma de ser | Vicentico    |
| 2019 | Extraños en la cama  | Diego Torres |
| 2020 | Hoy                  | Residente    |

## Teatro
- Me gusta, todo por el like (2023)
- La fiebre (2022)
- El perro que no calla (2022)
- Dos visiónes (2021)
- Estrella roja (2021)
- Condado Osage (2011)
- Los Únicos (adaptación teatral de la serie) (2011)
- Gente favorita (2008)
- Un enemigo del pueblo (2007)
- Versiones I: Madre de lobo entrerriano (2005)
- Lucro cesante (2004)

## Premios y nominaciones
| Lista de premios y nominaciones | Lista de premios y nominaciones | Lista de premios y nominaciones                        | Lista de premios y nominaciones                      | Lista de premios y nominaciones | Lista de premios y nominaciones | Lista de premios y nominaciones |
| Año                             | Organización                    | Categoría                                              | Trabajo                                              | Resultado                       | Ref(s)                          |                                 |
| ------------------------------- | ------------------------------- | ------------------------------------------------------ | ---------------------------------------------------- | ------------------------------- | ------------------------------- | ------------------------------- |
| 2004                            | Premios Clarín                  | Revelación Femenina en Cine                            | La niña santa                                        | Ganadora                        |                                 |                                 |
| 2005                            | Premios Cóndor de Plata         | Mejor Actriz de Reparto                                | La niña santa                                        | Nominada                        | [ 16 ]                          |                                 |
| 2009                            | Premios María Guerrero          | Premio Estímulo                                        | Agosto: Condado de Osage                             | Ganadora                        | [ 17 ]                          |                                 |
| 2009                            | Premios ACE                     | Mejor Actriz de Reparto en Drama y/o Comedia Dramática | Agosto: Condado de Osage                             | Nominada                        | [ 18 ]                          |                                 |
| 2009                            | Premios Clarín                  | Revelación Femenina en Teatro                          | Agosto: Condado de Osage                             | Ganadora                        | [ 19 ]                          |                                 |
| 2009                            | Premios Clarín                  | Revelación Femenina en Televisión                      | Enseñame a vivir                                     | Ganadora                        | [ 19 ]                          |                                 |
| 2010                            | Premios Sur                     | Mejor Actriz Revelación                                | La mirada invisible                                  | Ganadora                        | [ 20 ]                          |                                 |
| 2010                            | Premios Sur                     | Mejor Actriz                                           | La mirada invisible                                  | Nominada                        | [ 20 ]                          |                                 |
| 2011                            | Premios Cóndor de Plata         | Mejor Actriz                                           | La mirada invisible                                  | Ganadora                        | [ 1 ]                           |                                 |
| 2013                            | Premios Tato                    | Mejor Actriz de Reparto                                | Farsantes                                            | Nominada                        | [ 21 ]                          |                                 |
| 2013                            | Premios Martín Fierro           | Mejor Actriz de Reparto                                | Farsantes                                            | Nominada                        | [ 22 ]                          |                                 |
| 2014                            | Premios Martín Fierro           | Mejor Actriz de Reparto                                | Guapas                                               | Nominada                        | [ 23 ]                          |                                 |
| 2015                            | Premios Sur                     | Mejor Actriz                                           | Mi amiga del parque                                  | Nominada                        | [ 24 ]                          |                                 |
| 2015                            | Premios Martín Fierro           | Mejor Actriz de Unitario y/o Miniserie                 | Los siete locos y los lanzallamas / Dispuesto a todo | Nominada                        | [ 25 ]                          |                                 |
| 2016                            | Festival de Málaga              | Mejor Actriz                                           | Mi amiga del parque                                  | Ganadora                        | [ 26 ]                          |                                 |
| 2016                            | Premios Cóndor de Plata         | Mejor Actriz                                           | Mi amiga del parque                                  | Nominada                        | [ 27 ]                          |                                 |
| 2016                            | Premios Sur                     | Mejor Actriz                                           | El rey del Once                                      | Nominada                        | [ 28 ]                          |                                 |
| 2016                            | Premios Tato                    | Mejor Actriz de Comedia                                | Loco por vos / Psiconautas                           | Nominada                        | [ 29 ]                          |                                 |
| 2016                            | Premios Martín Fierro           | Mejor Actriz de Ficción Diaria / Comedia               | Loco por vos                                         | Nominada                        | [ 30 ]                          |                                 |
| 2017                            | Premios Tato                    | Mejor Actriz de Reparto                                | El jardín de bronce                                  | Nominada                        | [ 31 ]                          |                                 |
| 2018                            | Premios Quiero                  | Mejor Participación en Vídeo                           | Loco (Tu forma de ser)                               | Nominada                        | [ 32 ]                          |                                 |
| 2021                            | Premios Kónex                   | Mejor Actriz de Cine                                   | Período 2011-2020                                    | Ganadora                        | [ 33 ]                          |                                 |
| 2021                            | Produ Awards                    | Mejor Actriz Principal - Serie y Miniserie             | Post mortem                                          | Ganadora                        | [ 34 ]                          |                                 |